# Мокшк
Мокшк (пол. Mokrzk) — село в Польщі, у гміні Дробін Плоцького повіту Мазовецького воєводства.
Населення — 98 осіб (2011).
У 1975-1998 роках село належало до Плоцького воєводства.

## Демографія
Демографічна структура станом на 31 березня 2011 року:
|          | Загалом | Допрацездатний вік | Працездатний вік | Постпрацездатний вік |
| -------- | ------- | ------------------ | ---------------- | -------------------- |
| Чоловіки | 51      | 13                 | 33               | 5                    |
| Жінки    | 47      | 6                  | 27               | 14                   |
| Разом    | 98      | 19                 | 60               | 19                   |